# Três dias de trevas
Os três dias de trevas são uma profecia escatológica aceita como verdadeira por um número de católicos. Segundo a crença, antes dos eventos que conduziriam ao fim do mundo, uma intensa escuridão pairará sobre a terra por três dias, durante os quais a única luz a se manter acesa seria as de velas bentas de cera de abelha. Neste ínterim, todos os inimigos da Igreja seriam exterminados por intervenção divina.
A profecia encontra paralelos nas Pragas do Egito, descritas no livro do Êxodo. O Apocalipse de João também menciona uma inatural escuridão como efeito do derramamento do quinto cálice sobre a terra. As especificidades da crença nos três dias de trevas, no entanto, são fruto de diversas revelações privadas, supostamente recebidas de Deus por um número de místicos católicos.

## Apologistas
A Beata Ana Maria Taigi (1769-1837) é a mística mais comumente associada à profecia dos três dias de trevas, e alegadamente a teria descrito nos termos seguintes:
Virá sobre toda a terra uma escuridão intensa durando três dias e três noites. Nada poderá ser visto, e o ar estará carregado de pestes que afetarão principalmente, mas não somente, os inimigos da Religião. Será impossível usar qualquer luz feita pelo homem durante esta escuridão, exceto velas bentas.

Aquele que por curiosidade abrir a janela e olhar para fora, ou sair de casa, cairá morto no local. Durante estes três dias, as pessoas deveriam permanecer em suas casas, rezando o Santo Rosário e implorando a misericórdia de Deus. Todos os inimigos da Igreja, conhecidos e desconhecidos, perecerão sobre toda a terra durante essa escuridão universal, com exceção de alguns que Deus logo converterá. O ar será infectado por demônios que aparecerão sob todos os tipos de formas horríveis."
Marie-Julie Jahenny (1850–1941), também conhecida como "a estigmata bretã", desenvolveu consideravelmente a profecia, adicionando a ela numerosos detalhes. Segundo a mística, os três dias de trevas começariam numa quinta-feira e permaneceriam até o fim do sábado. Neste ínterim, todos os espíritos infernais seriam deixados livres para agir sobre a terra e flagelar, em especial, os que vagassem pelas ruas e não tivessem sob a luz de uma vela benta de cera de abelha. Estas velas permaneceriam milagrosamente acesas nas casas dos justos, mas se apagariam nas casas dos réprobos.

## Posição oficial da Igreja
A Igreja Católica nunca se posicionou à respeito da fidedignidade da profecia dos três dias de trevas. Ana Maria Taigi, no entanto, foi elevada à condição de beata, o que implica que nada há de contrário à fé em seus escritos. De todo modo, em constituindo uma revelação privada, a crença nos três dias de trevas é deixada ao arbítrio prudencial dos fiéis.